# Союз Вітчизни — Литовські християнські демократи
Союз Вітчизни — Литовські християнські демократи (лит. Tėvynės sąjunga — Lietuvos krikščionys demokratai, TS-LKD — литовська правоцентристська політична партія. Це найбільша партія в Литві, що має 44 із 141 місця в Сеймі. Раніше називалася Союз Вітчизни (Консерватори Литви) (лит. Tėvynės sąjunga (Lietuvos konservatoriai)).

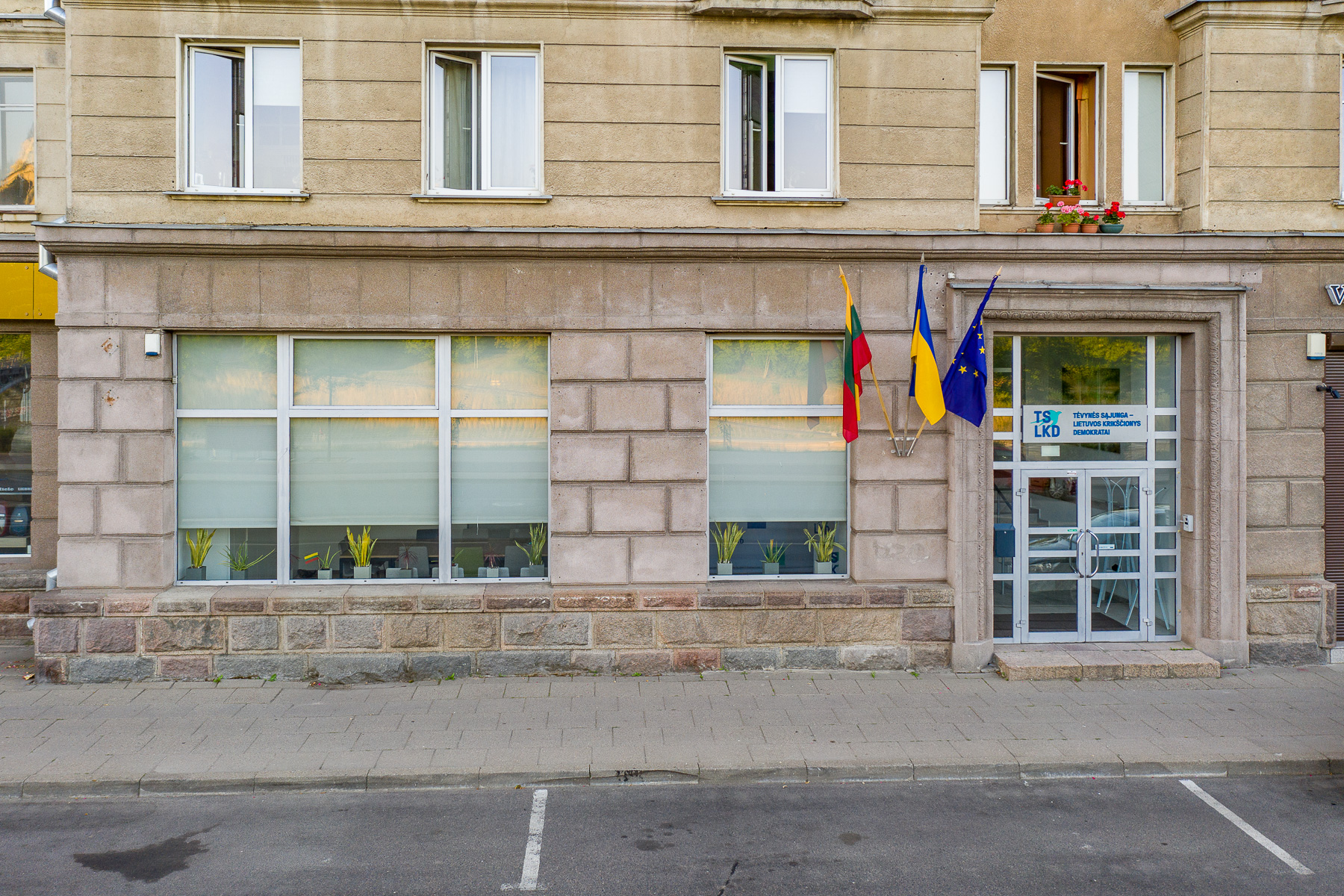

Лідери — нинішній міністр закордонних справ Литви Ґабріелюс Ландсберґіс, перший заступник голови Моніка Навіцкієне, голова політичного комітету партії.
Партія стала найбільшою в Литві за кількістю членів (бл. 50 тис.) після об'єднання з Союзом політв'язнів і засланців (лит. Lietuvos politinių kalinių ir tremtinių sąjunga) на об'єднавчому з'їзді 7 лютого 2004. До структури партії входить фракція християнських демократів (голова Ірена Деґутєнє).
У традиційному політичному спектрі являє собою праву партію. Виступає за поглиблення євроатлантичної орієнтації Литви та більш вільні ринкові відносини, в дискурсі членів партії незмінно присутня національно-патріотична риторика і антикомуністична тематика. Партія виступає за забезпечення безпеки (не тільки військової, але також економічної, енергетичної тощо) Литви, загроза якої бачиться в Росії і в її агентах усередині країни. За ініціативою партії прийняли закон про відшкодування збитку від окупації Литви Радянським Союзом і пред'явлені відповідні вимоги Росії (2000).
У VII Сеймі (1996 — 2000) члени партії становили більшість. У VIII (2000 — 2004) та IX (з 2004 до 2008) Сеймі не брали участь у панівній коаліції та перебували в опозиції.
Два члена партії з 2004 року були членами Європейського парламенту, входячи в найбільшу фракцію Європейської народної партії (християнські демократи) та Європейські демократи (European People's Party (Christian Democrats) and European Democrats ; Вітаутас Ландсберґіс, Лайма Андрікєнє).
2008 року Союз Вітчизни об'єднався з партією Литовські християнські демократи.
Унаслідок парламентських виборів 2008 року, Союз Вітчизни отримав 19,69% голосів по країні і 45 місць в Сеймі (на 20 більше, ніж 2004 року). Ставши найбільшою партією у Сеймі, вони сформували коаліційний уряд з Ліберальним рухом Литовської Республіки та Партією національного відродження. Разом вони отримали більшість у 72 з 141 місць у Сеймі, та лідер Союзу Вітчизни, Андрюс Кубілюс, став прем'єр-міністром вдруге.
2009 року партія отримала вже 4 мандати в Європарламенті (ті ж + Саударґас і Моркунайтє). На муніципальних виборах 2011 року партія набрала 163 075 голосів з 1,1 млн і отримала 249 з 1526 місць. У Вільнюсі партія отримала 10 місць з 51, в Каунасі — 12 з 41 [4] .
Символ партії — ластівки. Партійний гімн — «На литовській землі зеленітимуть дуби» («Žemėj Lietuvos ąžuolai žaliuos»; лит. «Žemė Lietuvos»; текст і музика К. Васіляускаса).

## Підтримка партії на парламентських виборах і кількість місць у Сеймі
| Кількість поданих голосів |
| ------------------------- |
|                           |

| Місць у Сеймі |
| ------------- |
|               |